# Blaxy girls
Blaxy Girls — румунський жіночий гурт, сформований у 2007 р. з п'яти учасниць у чорноморському місті Констанца, Румунія. Основні жанри виконання — рок з сильним впливом поп-мотивів та готичних образів. Цільова аудиторія — молодь. Гурт співпрацює зі звукозаписуючою компанією Ротон. Продюсер — Костя Іониця. У 2009 р. гурт записав композицію «Є віна мя» (Це моя вина), яка набула популярності у Східні Європі. З 2009 по 2011 р. гурт брав участь у національному відборі на пісенний конкурс Євробачення.